# دانيال سوزا دي جيسوس
دانيال سوزا دي جيسوس (بالبرتغالية: Daniel Souza de Jesus‏) هو لاعب كرة قدم برازيلي في مركز الدفاع، ولد في 14 سبتمبر 1990 في Capão da Canoa ‏ في البرازيل. لعب مع أتلتيكو باراناينسي ونادي أفاي لكرة القدم ونادي إنترناسيونال ونادي ساو كايتانو ونادي كاشياس دو سول ونادي ناوتيكو.

## وصلات خارجية
- دانيال سوزا دي جيسوس على موقع قاعدة بيانات كرة القدم.إي يو (الإنجليزية)
- دانيال سوزا دي جيسوس على موقع Soccerway.com (الإنجليزية)